# Tchort

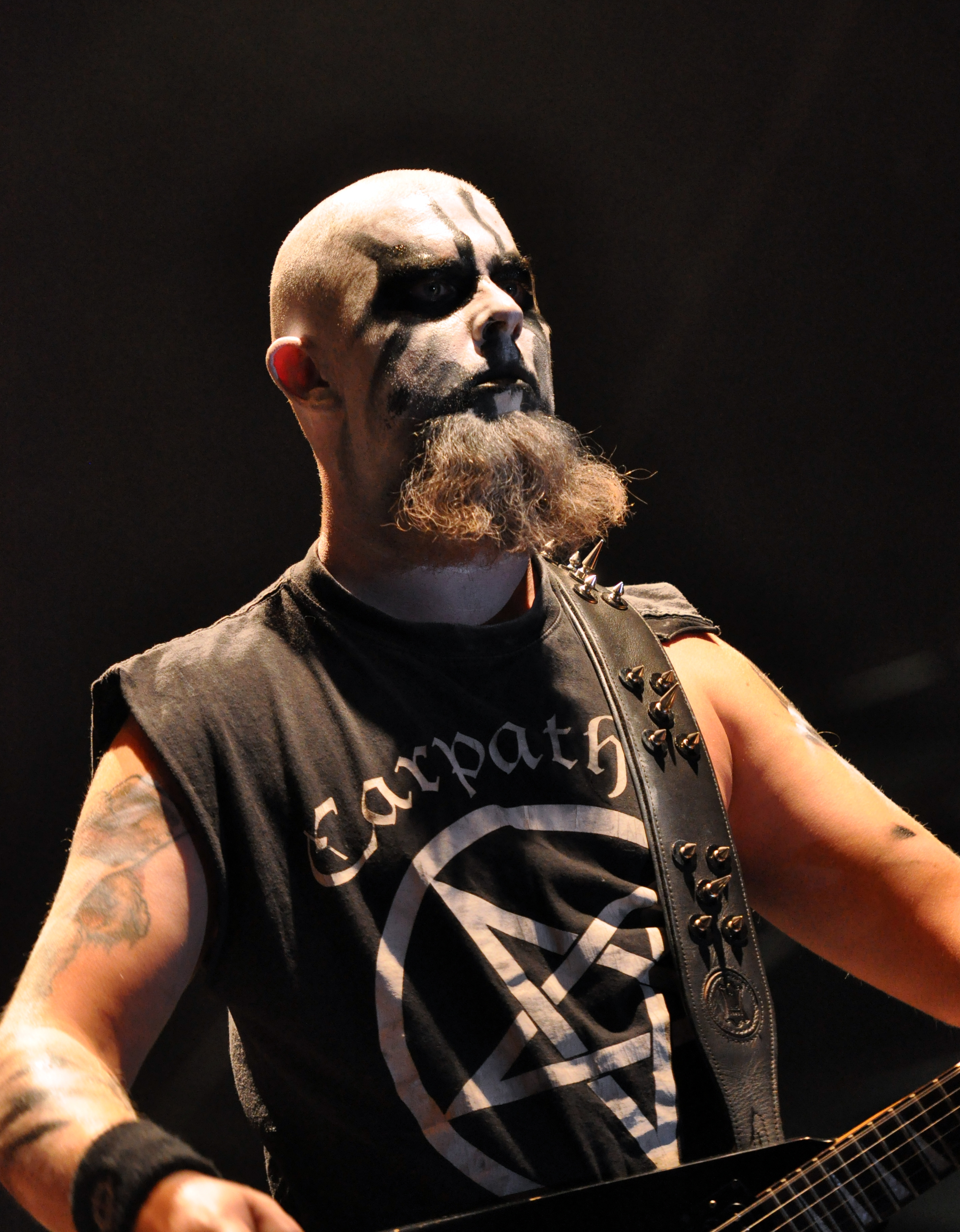
Tchort beim Party.San 2013

Tchort (* 7. Juni 1974; bürgerlich Terje Vik Schei) ist ein norwegischer Musiker. Er ist vor allem als Gitarrist von Green Carnation und ehemaliger Bassist von Emperor bekannt. Außerdem spielte er bei Carpathian Forest, Blood Red Throne, Satyricon und Einherjer und leitet das Label Sublife Productions. Tchort ist verheiratet und hat einen Sohn und eine Tochter.
Tchort ist ein slawisches Wort (russisch Чёрт, tschechisch und slowakisch Čert, ukrainisch und belarussisch Чорт) für ‚Teufel‘.

## Biographie
Tchort gründete 1990 die Band Green Carnation. Diese nahm 1991 das Demo Hallucinations of Despair auf. 1992 löste sie sich auf, als Tchort sich Emperor anschloss. Die anderen Mitglieder gründeten die Pagan-Metal-Band In the Woods….
1993 wurde Tchort Bassist von Emperor und spielte auf ihrem Debütalbum In the Nightside Eclipse mit. Während er eine Haftstrafe wegen Körperverletzung absaß, verließ er die Band; bis auf Ihsahn waren alle Mitglieder verhaftet worden, weshalb das Erscheinen des Albums sich verzögerte und die Tournee mit Morbid Angel abgesagt worden war. Außerdem starb Tchorts Tochter während seiner Haftzeit. Da die Band davon ausging, in Zukunft nicht mehr zu existieren und vor allem nicht live auftreten würde, entschieden die Mitglieder, dass Ihsahn oder Samoth den Bass auf zukünftigen Alben selbst spielen könnten. Tchort lebte weit vom Rest der Band entfernt und entschied aufgrund des Todes seiner Tochter, einige Zeit keine Musik zu machen.
1998 wurde Green Carnation wiedervereinigt. 1999 nahm die Band ihr Debütalbum Journey to the End of the Night auf, außerdem wurde Tchort Mitglied von Carpathian Forest, wo er bis 2009 blieb. Auf dem Green-Carnation-Album Light of Day, Day of Darkness verarbeitete Tchort die gegensätzlichen Gefühle, die aus dem Tod seiner Tochter und der Geburt seines Sohnes entstanden.
Tchort gründete am 1. Juli 2005 mit seinem Green-Carnation-Kollegen Kjetil Nordhus seine eigene Plattenfirma Sublife Productions in Kristiansand, Norwegen. Dort sind neben Green Carnation auch Chain Collector und Harm unter Vertrag. Sublife Productions arbeitet auch als Buchungsagent für diese Bands und Carpathian Forest und Blood Red Throne.

## Diskographie
mit Green Carnation
- 1991: Hallucinations of Despair (Demo)
- 1999: Journey to the End of the Night
- 2001: Light of Day, Day of Darkness
- 2003: A Blessing in Disguise
- 2004: The Trilogy (Box-Set)
- 2004: Alive and Well... In Krakow (DVD)
- 2005: The Quiet Offspring
- 2005: The Burden is Mine… Alone (EP)
- 2006: The Acoustic Verses
- 2007: A Night Under the Dam (DVD)
- 2020: Leaves of Yesteryear

mit Emperor
- 1994: In the Nightside Eclipse

mit Carpathian Forest
- 2000: Strange Old Brew
- 2001: Morbid Fascination of Death
- 2003: Defending the Throne of Evil
- 2004: We’re Going to Hollywood for This – Live Perversions (DVD)
- 2006: Fuck You All!!!! - Caput tuum in ano est

mit Blood Red Throne
- siehe Blood Red Throne#Diskografie